# Ослава Чорна
Ослава Чорна (пол. Osława Czarna) — гірська річка в Україні, у Надвірнянському районі Івано-Франківської області у Галичині. Права притока Ослави, (басейн Дунаю).

## Опис
Довжина річки 11 км, похил річки 42  м/км, площа басейну водозбору 41,8  км², найкоротша відстань між витоком і гирлом — 8,03  км, коефіцієнт звивистості річки — 1,37 . Формується правим допливом та багатьма безіменними струмками.

## Розташування
Бере початок між горами Дол (757,4 м) та безіменною (808,8 м). Тече переважно на північний захід через Чорні Ослави та Чорний Потік і впадає у річку Ославу, праву притоку Пруту.
Населені пункти вздовж берегової смуги: Білі Ослави.

## Притоки
- Чорннянка (права)[1].